# Giusto di Urgell
Giusto (catalano: Just; spagnolo: Justo; Spagna, ... – dopo il 546 e prima del 589) è stato il primo vescovo attestato della sede di Urgell, noto principalmente per un commento esegetico al Cantico dei Cantici.
È venerato come santo da diverse confessioni cristiane; la sua memoria liturgica cade il 28 maggio.

## Biografia e opere
Quanto è noto di Giusto d’Urgell deriva da un passo del De viris illustribus  di Isidoro di Siviglia e dalle sottoscrizioni di alcuni concili, che consentono di collocarne l’attività tra il terzo decennio e la metà del VI secolo. Giusto nasce da una famiglia ispano-romana verosimilmente della Tarraconense orientale che diede alla Chiesa della regione quattro vescovi, tutti fratelli: oltre a Giusto, Nebridio che fu vescovo a Egara (l’odierna Terrassa), Elpidio a Huesca e Giustiniano a Valencia, quest’ultimo attivo per più di 20 anni contro l’eresia di Bonoso di Sardica e forse di Ario. Dopo il 546 non ci sono testimonianze che ci consentano di seguire il corso della sua vita: nel concilio Toletano III del 589 la firma degli atti è di un suo successore, Simplicio.
Oltre al commento al Cantico dei Cantici, non si hanno notizie di altre sue opere. Per lungo tempo gli è stato attribuito un sermone in onore di San Vincenzo scoperto alla fine del Settecento e pubblicato nel 1821, finché nel 1972 si è avanzata la ragionevole ipotesi che l’opera non sia di Giusto, ma del fratello Giustiniano. A Giusto è stata attribuita anche una raccolta di orationes usate nella liturgia visigotica e di cui si ha notizia da un interpolatore del capitolo del De viris illustribus sopra menzionato. L’informazione sull'esistenza di quest’opera è forse fondata, ma è molto probabile che la fortuna di cui si parla nell’interpolazione sia indebita e nasca dalla confusione con il Liber orationum psalmographus, attribuito a Leandro di Siviglia e che conobbe una vasta diffusione.

## L’Explanatio in Cantica Canticorum
L’opera esegetica di Giusto si pone nel solco della tradizione dei commenti al Cantico dei Cantici e segna un punto importante, considerate le numerose riprese di cui fu oggetto nei commenti successivi. Un aspetto interessante è che Giusto sembrerebbe il primo, se si ritiene Apponio un suo successore, ad avere usato per l’interpretazione al Cantico la traduzione latina di San Girolamo, anche se per le altre citazioni dalla Bibbia presenti nell’Explanatio si serve della Vetus Latina.
L’opera è composta da un’epistola dedicatoria a Sergio, metropolita di Tarragona, cui segue una seconda dedica a un diacono di nome Giusto, è presentato poi il prologo e infine l’esposizione al Cantico dei Cantici. Grazie ai tre elementi prefatori si può avere un’idea chiara delle circostanze e delle finalità compositive. Nella lettera a Sergio si susseguono vari topoi letterari: quello che Giusto gli dona è un regalo spirituale che desidera sottoporre al giudizio attento del suo amico e qualora Sergio vi trovasse qualcosa di buono, è merito di Cristo. In questa dedica è presente poi un’interessante informazione relativa all’aspetto materiale dell’opera: Giusto afferma che l’esemplare realizzato per Sergio è in condizioni di penuria materiale, la pergamena sarebbe risultata insufficiente nel momento della copiatura e i copisti avrebbero dovuto trascrivere il testo rimpicciolendo la scrittura e servendosi dei margini dei fogli. Giusto chiede al suo amico, qualora Sergio giudicasse il suo lavoro degno di lode, di far copiare l’opera su un esemplare più adeguato così da consentirne una migliore diffusione. Dalla seconda epistola si comprende che il diacono Giusto avrebbe chiesto al suo vescovo di realizzare un’opera di commento al Cantico dei Cantici. A questo punto, l’Autore coglie l’occasione per un'autodifesa: ciò che il diacono gli ha chiesto è un’impresa straordinaria in tempi in cui gli studi esegetici non sono perseguiti con adeguato ardore. Poi Giusto si difende preventivamente dalle accuse che eventuali detrattori potrebbero muovergli sullo stile, affermando che ciò che conta è il contenuto e non la veste stilistica che lo veicola. Nel Prologo il Vescovo di Urgell dichiara di voler esporre interamente il Cantico dei Cantici come dono per i suoi fratelli in Cristo. Dà poi tre informazioni programmatiche relative alla sua opera: nella prima dichiara di aver usato per il Cantico dei Cantici la traduzione di Girolamo, poi afferma di commentare il libro biblico secondo le tre regole di interpretazione (letterale, tipologico e tropologico, con prevalenza per il secondo, anche se non manca, sporadicamente, il ricorso al senso anagogico) e infine di voler accostare ai lemmi spiegazioni esegetiche concise, affinché il lettore dell’opera non sia turbato da un periodare prolisso. 
A questo punto inizia l’esegesi vera e propria: dei 200 lemmi che compongono il commento solo 66 offrono un'interpretazione non originale, o perché desunta da altre fonti riconoscibili, o perché si tratta di immagini molto diffuse per la loro ovvietà. Giusto, nei lemmi non toccati dagli influssi di altri autori, non si mostra interessato a un percorso spirituale astratto, ma descrive, spesso con viva preoccupazione, la vita ecclesiale del suo tempo, colta soprattutto nella sua dimensione storica di insidie, eresie e prove difficili che deve affrontare. Già dalla lettere dedicatorie si desume come il periodo in cui vive e opera Giusto sia caratterizzato da uno scarso interesse verso il sapere e la sua trasmissione, fatto che venne favorito dai decenni di instabilità politica che si interruppero durante il protettorato sul regno visigoto esercitato da Teodorico tra il 508 e il 526. Un tema molto caro a Giusto è quello dell’immoralità del clero: in un passo  egli associa le gocce della notte alla sporcizia del peccato dei chierici che, stando alle informazioni dei concili, erano dediti all’usura, all’omicidio e alla fornicazione. L’altra presenza costante nel suo commentario è l’allusione alle controversie dottrinali dell’epoca, unita alla minaccia sempre presente del rischio di persecuzioni. Le eresie che vengono chiamate in causa sono quelle dei Bonosiani e degli Ariani: gli eretici per Giusto, pur essendo eredi dello stesso patrimonio di fede, si sono resi nemici, poiché non hanno riconosciuto l’autorità di Cristo che solo la Chiesa cattolica ha rispettato, come depositaria della vera dottrina. Al rischio delle persecuzioni che viene tratteggiato nell’opera, Giusto accosta con insistenza il tema del martirio, a cui essere pronti per Cristo. Il culmine di questa percezione di pericolo per la Chiesa è presente in una decina di capitoli (dal 107 in poi) caratterizzati da immagini drammatiche e inquietanti (devastazioni di chiese, deportazioni, divieto di culto), nate probabilmente da diversi elementi: la suggestione delle vessazioni subite dai cattolici africani, poi emigrati in territorio iberico, per mano dei Vandali, la memoria recente dei turbamenti causati dal reggente Amalarico, che si scontrò duramente con la moglie cattolica Clotilde, e probabilmente anche dal tentativo ariano di ottenere l’unità del Regno con la conversione dei cattolici.
La lingua che usa Giusto nella sua opera è conforme all’ambito biblico-cristiano ed è caratterizzata dal ricorso a 490 clausole metriche; ben l’80% delle soluzioni adottate dall’autore è occupata dalle tre forme maggiori di cursus, il planus, il tardus, il velox.

## Le fonti
Il commento al Cantico dei Cantici conosce nel Medioevo una diffusione vastissima che ha in Origene il suo principale punto di partenza: da quel momento prevalgono due modelli di interpretazione per i commentatori, quello allegorico che individua nel Cantico l’amore tra Cristo e la Chiesa e quello morale che pone l’attenzione sul rapporto tra Cristo e l’anima umana. Il commento al Cantico origeniano nell’originale greco è perduto, rimangono pochi frammenti tradotti da Rufino, fino al v. 2,15 e due omelie tradotte da Girolamo, che arrivano fino al v. 2,14. I commenti latini di eredi fedeli di Origene del IV secolo (Vittorino di Petovio, Reticio di Autun, Ilario di Poitiers) non ci sono giunti. Il primo commento latino conservato è quello di Gregorio d’Elvira che arriva a commentare fino al v. 3,4. Anche i Padri della Chiesa si confrontarono con il Cantico, avendo come modello principale Origene: Ambrogio disseminò in maniera desultoria in vari suoi scritti commenti ai versetti del libro biblico e lo stesso fecero, anche se in misura minore, Girolamo e Agostino. Alla fine del IV secolo nell’ambiente greco si distingue Gregorio di Nissa che compose quindici omelie, mai tradotte in latino, che commentavano fino al v. 6,9. Nel V secolo Filone di Carpasia compie un'esposizione integrale al libro biblico che venne tradotta in latino da Epifanio Scolastico, senza avere però nessuna diffusione. Altri scritti di esegeti del V secolo, Nilo d'Ancira, Teodoreto di Ciro e Teodoro di Mopsuestia non ebbero diffusione né traduzione nel mondo latino. Intanto in Occidente commenta il Cantico Giuliano di Eclano, ma in seguito alla condanna per la sua vicinanza all’eresia del pelagianesimo non ci rimane nulla dell’opera se non quanto Beda riporta nel suo scritto in cui confuta le posizioni dottrinali di Giuliano d’Eclano. Rimane difficile da chiarire se Apponio, il cui commento ebbe notevole fortuna, possa essere considerato un predecessore di Giusto: la sua cronologia è incerta, essendo variamente collocato nel V o nel VII secolo.
Circa quaranta punti dell’Explanatio in Cantica Canticorum sono riconducibili a una fonte. Giusto non dice mai l’opera che ha usato come modello e quando c’è una dipendenza da un altro esegeta, l’Autore non riproduce letteralmente quanto attinge, ma lo rielabora, rendendo difficile stabilire se ci sia un contatto vero e proprio o piuttosto una somiglianza casuale. In base ai recenti studi  Giusto non ha contatti con la tradizione delle opere degli esegeti greci non tradotti in latino, mentre possibili fonti possono essere: Origene, la cui opera non circolò mai nella Penisola iberica, ma probabilmente i contenuti vi giunsero grazie alla mediazione di Vittorino, Reticio e Ilario; Gregorio di Elvira; Ambrogio, che può esser stato il modello per nove passi anche se non ci sono prove vere e proprie di dipendenza tra i due; Agostino; Girolamo; Filone di Carpasia nella traduzione di Epifanio, benché la scarsissima fortuna del commento induca a pensare che probabilmente i punti di contatto, caratterizzati da un'esegesi semplice, siano casuali; e infine forse Apponio.

## L'influenza di Giusto
L’opera di Giusto conobbe una notevole fortuna. I codici che lo tramandano e gli autori che lo usano come fonte sono geograficamente collocati in diversi luoghi: la Penisola iberica, le attuali Francia, Svizzera, Austria e Italia, la Germania e le Isole Britanniche. Tangenze con Giusto sono state individuate nei seguenti autori: Leandro di Siviglia e Isidoro di Siviglia, che essendo geograficamente vicini a Giusto è probabile che avessero nella propria biblioteca il suo commento esegetico; Gregorio Magno, che può aver conosciuto l’Explanatio tramite Leandro, dedicatario dei suoi Moralia in Iob; Beda il Venerabile, che probabilmente conobbe l’opera di Giusto, poiché essa fu portata in Inghilterra dalle missioni mandate da Roma, dove era letta; Beato di Liébana che pare leggesse il commento al Cantico da un esemplare della famiglia iberica; Claudio di Torino, che forse proprio a Urgell conobbe il testo di Giusto; un autore anonimo probabilmente iberico che nell’VIII secolo realizza un commento al Cantico, edito con il nome di Vox ecclesie, che si ispira per metà a Gregorio di Elvira e per metà a Giusto; questo testo anonimo probabilmente viaggiò fuori dalla Penisola Iberica e venne incorporato in un altro commento del IX secolo, Vox antique ecclesie; Angelomo di Luxeuil riprodusse quasi per intero questo secondo Anonimo, permettendo un'ulteriore conoscenza di Giusto nell’Europa carolingia; in Gallia principalmente due autori sono conoscitori di Giusto, Sicfredo e Alcuino; infine in Italia l’opera del vescovo di Urgell è usata come fonte da due anonimi dell’XI-XII secolo.

## Tradizione dell'opera
I manoscritti sopravvissuti sono ventisei, di cui cinque frammentari, distribuiti dal VII al XVIII secolo. L’editio princeps è uscita a Hagenau nel 1529. L’analisi approfondita della tradizione manoscritta ha dimostrato che il testo è uno solo, facendo così crollare l’equivoco - per lungo tempo diffuso- dell’esistenza di una recensio longior contro una recensio brevior. Sulla base della prima epistola dedicatoria si può presupporre che l’archetipo dell’opera sia stato realizzato a Tarragona da Sergio che avrebbe tratto un esemplare migliore dal manoscritto avuto da Giusto. Tra VII e VIII secolo si sarebbero formati i tre subarchetipi dell’opera: α, β, γ. Il primo ramo dello stemma (α) è formato da sette codici iberici, a eccezione di uno francese; dal secondo (β) deriva la famiglia più ampia, formata da undici manoscritti, che ebbe diffusione in area franco-alemannica e italiana; appartiene a questa famiglia il primo esemplare conservato del VII secolo. L’ultima famiglia (γ) è formata da otto manoscritti, la cui provenienza geografica è varia.

## Culto
Il martirologio romano ricorda il santo il 28 maggio: 
Forse le sue reliquie erano venerate nell’XI secolo e nella cattedrale di Seu d’Urgell gli era dedicato l’altare a sud.